# Arnold Bauer
Arnold Bauer (Berlín, 16 de noviembre de 1909 - ibídem, 2 de septiembre de 2006) fue un autor alemán y miembro de la resistencia alemana al nazismo.

## Vida
Bauer perteneció al movimiento de resistencia Rote Kapelle que se había formado alrededor de Harro Schulze-Boysen y tuvo una estrecha amistad con el diseñador gráfico y actor Werner Dissel. Durante su época de Weimar perteneció a los círculos en torno a Klaus Mann, Adolf Brand, Ludwig Renn y Magnus Hirschfeld. 
En la Posguerra comenzó su trabajo literario sobre Thomas Mann y consiguió una cierta fama con su Kindheit im Zwielicht («Infancia a media luz»). Hacia 1949 trabajó también para la Neue Zeitung. Retratos literarios siguieron a partir de 1967 con Käthe Kollwitz, Stefan Zweig, Rudolf Virchow, Carl Zuckmayer y Rainer Maria Rilke.

## Obra (selección)
- Thomas Mann und die Krise der bürgerlichen Kultur. Verlag der Deutschen Buchvertriebs- und Verlags-Gesellschaft, Berlín 1946.
- Kindheit im Zwielicht. FUK Verlag, Berlín 1947.
- Stefan Zweig. Colloquium-Verlag, Berlín 1960 (séptima edición revisada 1996).
- Rudolf Virchow – der politische Arzt. Stapp, Berlín 1982.